# The Locos
The Locos je španska ska punk skupina, ustanovljena leta 2005. Je naslednica skupine Ska-P.

## O skupini
Skupina je nastala leta 2005. Takrat sta iz razpadlega benda Ska-P nastali dve skupini: The Locos in No-Relax. Pobudnik za ustanovitev nove skupine je bil vokalist skupine Ska-P Pipi. Leta 2006 so izdali album Jaula de Grillos.

## Zasedba
- Pipi - vokal
- Santi - kitara
- Andrés (Coco) - bas kitara
- Hatuey  - bobni
- Luis Fran - trobenta
- Ken - kitara
- Javi - saksofon

## Diskografija
- Jaula de Grillos - 2006
- Energía inagotable - 2008
- Tiempos Difíciles - 2012